# Hamburger Skihütte
Die Hamburger Skihütte ist eine bewirtschaftete Schutzhütte der Sektion Hamburg und Niederelbe des Deutschen Alpenvereins in der Goldberggruppe im Land Salzburg in Österreich.

## Geschichte
Die Hütte wurde 1936 von Eduard Kunsky aus Wien als Schlossalmhütte errichtet – nach anderen Angaben 1935 und als „Jagdhütte“. 1940 erwarb die 1875 gegründete Sektion Hamburg die Hütte und benannte sie in „Hamburger-Skiheim“ um. 1959 wurde das Skiheim erweitert. 1987 erfolgte der Anbau einer großen Holzterrasse und der Name wurde in „Hamburger Skihütte“ geändert. Ab 2010 fand eine Sanierung für rund eine halbe Million Euro statt.

## Umliegende Hütten
- Rund 500 m nordöstlich befindet sich das Hofgasteinerhaus der Naturfreunde auf 1950 m Seehöhe
- Niedersachsenhaus der Sektion Hannover
- Rund 200 m südöstlich befindet sich die Alm „Schloss Hochalm“

## Zustieg
- Von Bad Hofgastein über die Skipiste[5]